# تداول
تداول (به عربی: تداول) بازار بورس اوراق بهادار عربستان سعودی است، که سالن اصلی محل برگزاری آن، در شهر ریاض مستقر می‌باشد.
بازار بورس تداول در سال ۲۰۰۳ میلادی فعالیت خود را آغاز نمود. در سال ۲۰۱۲ ارزش بازار سرمایه صاحبان سهام ۱۵۶ شرکت فهرست شده در بورس تداول، معادل ۶٫۸۰۱ میلیارد ریال سعودی برآورد گردید.
بورس تداول هم‌اکنون تنها بازار دادوستد اوراق بهادار مستقر در عربستان سعودی است، که بزرگترین بورس اوراق بهادار در جهان عرب به‌شمار می‌آید. شرکت سابیک با ارزش روز ۷۲ میلیارد دلار، بزرگترین شرکت پذیرفته شده در بورس تداول می‌باشد.